# Iuri Iehanurov
Iuri Ivanovici Iehanurov (Юрій Іванович Єхануров, n. 23 august 1948, Belkachi⁠(d), Ust-Maysky District⁠(d), RSFS Rusă, URSS) este un politician ucrainean.
A fost numit prim-minstru interimar al Ucrainei la 8 septembrie 2005.